# Cratere Kumudu
Kumudu  è un cratere sulla superficie di Venere.